# Бошко Вуксановић
Бошко Вуксановић (Котор, 4. јануар 1928 — Београд, 4. април 2011) био је југословенски ватерполиста.

## Спортска биографија
Рођен је у Котору 4. јануара 1928. године. Током каријере у ватерполу играо је за сплитски Морнар и Јадран из Херцег Новог, са којима је освајао титуле државног првака. Са репрезентацијом Југославије има две освојене сребрне медаље на Олимпијским играма у Хелсинкију 1952. и Мелбурну 1956. године. Играо је и у репрезентацији која је освојила бронзану медаљу на првенству Европе у Бечу 1950. и четири године касније у Торину када се домогла сребра.
Након завршетка играчке каријере, бавио се тренерским послом. Највећи успех као селектор Југославије постигао је на Олимпијским играма у Токију 1964. године, када је његовим изабраницима припала сребрна медаља. На клупи југословенске најбоље селекције има освојене још три медаље — сребрна на континенталном првенству 1962. у Лајпцигу и два злата, 1961. на Универзијади у Софији и две године касније на Мадитеранским играма у Напуљу. Радио је у стручном штабу селекције Западне Немачке и као тренер Јадрана и београдске Црвене звезде. Завршио је Правни факултет и био запослен у предузећима Центротурист и Метал сервис.
Преминуо је 4. априла 2011. године у Београду.